# Amblydoras bolivarensis
Amblydoras bolivarensis är en fiskart som först beskrevs av Fernández-yépez, 1968.  Amblydoras bolivarensis ingår i släktet Amblydoras och familjen Doradidae. Inga underarter finns listade i Catalogue of Life.